# 渡部剛弘
渡部 剛弘（わたなべ たけひろ、1993年9月13日 - ）は、福島県会津若松市出身の元ノルディック複合選手である。

## 経歴
中学1年時からノルディック複合競技を始め、2012年シーズンからコンチネンタルカップに出場。福島県立猪苗代高等学校、明治大学卒業。
好成績としてはジュニア世界選手権大会2013において団体3位、個人で5位、6位、ワールドカップは2013年3月のラハティ大会より出場。
またノルディックスキー世界選手権 2015に出場。
2016年2月に開かれたワールドカップトロンハイム大会では、ワールドカップでは自身初のトップ10入りとなる9位を獲得した。
2018年2月に韓国で開催された2018年平昌オリンピックスキーのノルディック複合のノルディック複合日本代表。しかし個人・団体とも出場機会はなかった。
同年にガリウムを退社し帰郷、その後はチームリステルに所属。2019年の第74回国民体育大会では5位に入賞した。

## 成績

### 国際大会

#### 世界選手権大会
| 試合/形式    | 試合/形式  | ファルン 2015 |
| グンダーセン | NH+ 10 km  |               |
| グンダーセン | LH+ 10 km  | 28位          |
| チーム       | NH         | -             |
| チーム       | スプリント | -             |

#### ワールドカップ
- 総合順位最高位 : 49位（2015年）
- 個人最高位 : 9位

ワールドカップにおける総合順位
| シーズン  | 最終順位 |
| 2013-2014 | 78位     |
| 2014-2015 | 49位     |

#### ジュニア世界選手権大会
- 2013年リベレツ大会 - 団体3位[5]

#### ユニバーシアード
- 2015年ストラプスケ・プレソ大会 - 団体2位[6]

### 国内大会
- 第92回全日本スキー選手権大会ノルディック複合 - 優勝
- 第87回全日本学生スキー選手権大会ノルディック複合 - 優勝